# Haarwachs

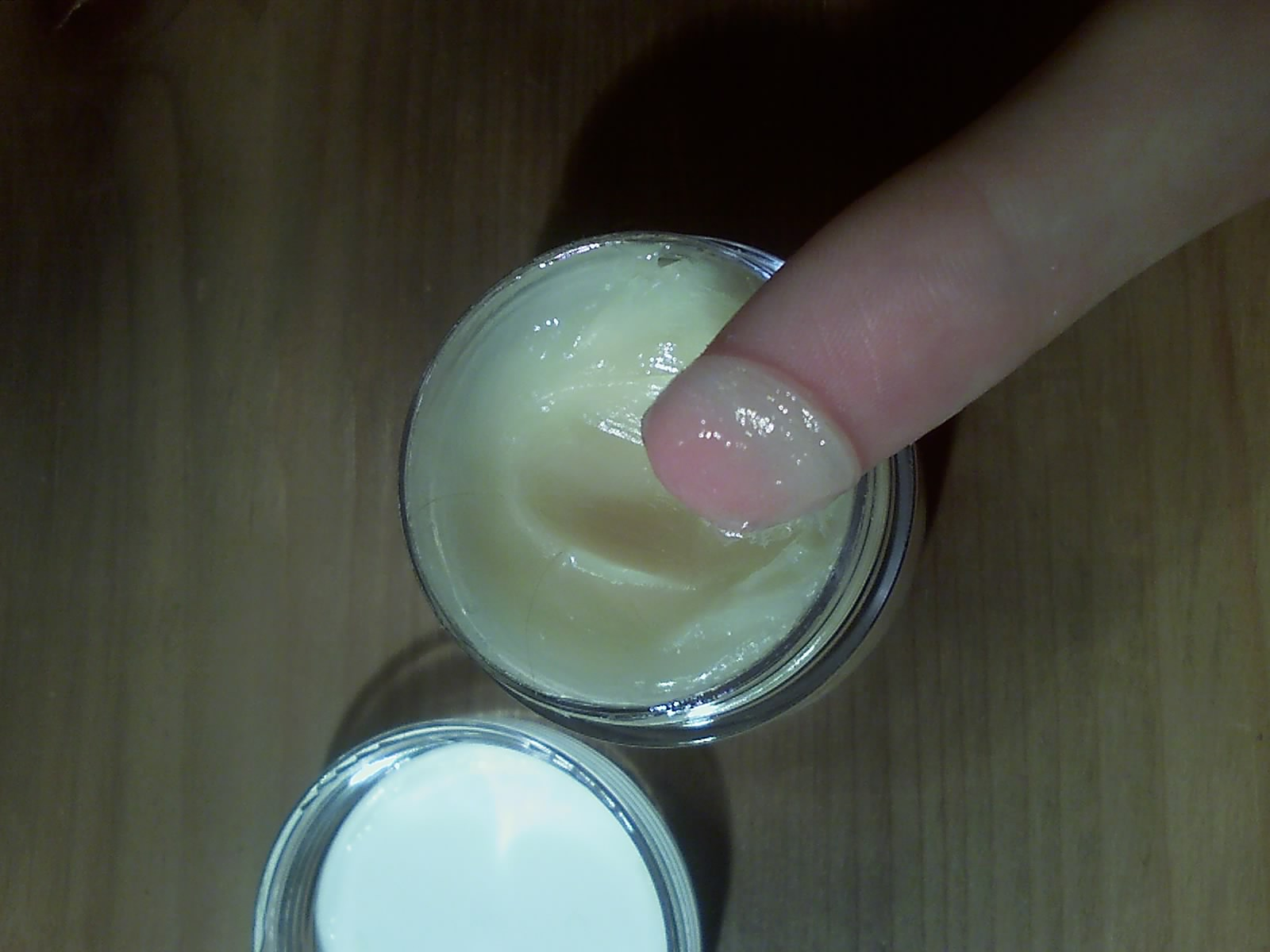
Eine kleine Dose Haarwachs

Haarwachs ist ein Stylingprodukt zum Formen und Festigen der Frisur.

## Eigenschaften
Haarwachs ist in verschiedenen Festigkeitsgraden erhältlich. Es eignet sich bei kurzen oder mittellangen Haaren. Zum Formen von langem Haar ist Wachs nur bedingt geeignet. Da es niemals aushärtet, lässt das Eigengewicht der Haare die Frisur zumeist mit der Zeit wieder zerfallen oder fettig erscheinen.
Im Vergleich zum weit verbreiteten Haargel unterscheidet sich Wachs hauptsächlich durch wesentlich weniger Wasseranteile sowie die Eigenschaft, nicht auszuhärten. Dadurch wird (korrekt dosiert) ein nahezu unsichtbarer Halt möglich, bei welchem natürliche Struktur und Farbe des Haars kaum beeinträchtigt werden. Besonders bei dünnem, lichter werdendem und glattem Haar eignet sich Wachs, um mehr Volumen in die Frisur zu bringen. Ferner gibt es jedoch wie beim Gel auch Produkte, die über einen „Wet-Effekt“, also nasses Aussehen, verfügen und somit im Ergebnis sichtbar sind. Das Wachs verfügt über pflegende Eigenschaften, die vornehmlich trockenem Haar zugutekommen können; ferner kann Spliss wirkungsvoll kaschiert werden.

## Inhaltsstoffe
Ursprünglich wurde der Begriff Haarwachs in diesem Sinne für mit Talg vermischtes Wachs verwendet. Heute enthalten sie verschiedene Wachse, Stearate, Mineralöle und weitere Verbindungen.

## Anwendung
Zur Anwendung wird das Haarwachs mit den Fingern in einzelne Strähnen und Partien des Haars eingeknetet.